# 1527 en santé et médecine
| Années de la santé et de la médecine : 1524 - 1525 - 1526 - 1527 - 1528 - 1529 - 1530    |
| Décennies de la santé et de la médecine : 1490 - 1500 - 1510 - 1520 - 1530 - 1540 - 1550 |

## Fondations
- Les frères de Saint-Jean de Jérusalem fondent un hôpital à Civitavecchia dans le Latium, en Italie[1].
- Création de l'apothicairerie de l'hôtel-Dieu de Lyon[2].

## Divers
- « La peste éclate en Italie et afflige surtout la ville de Rome[3]. »
- 1502-1527 : Bérenger de Carpi (1457-1530) enseigne l'anatomie à Bologne[4].
- 1527-1528 : Paracelse séjourne à Bâle, en Suisse, où il a le temps de soigner Johann Froben, de devenir médecin municipal et d'obtenir une chaire à la faculté de médecine, avant de quitter la ville, craignant d'être arrêté pour ses provocations, et surtout pour avoir montré son dédain de la médecine scolastique en brûlant en public, le 24 juin 1527, les œuvres d'Hippocrate et d'Avicenne[5].

## Publications
- Novembre : sous la forme d'une lettre ouverte qui sera « réimprimée ailleurs, encore et encore, en période d'épidémie », Martin Luther adresse de Wittenberg à Johann Hess (de), à Breslau, ses conseils sur la conduite à tenir en cas de peste[6].
- Jacques de Béthencourt publie en latin, sous le titre de « Nouveau Carême et Purgatoire du mal français ou vénérien » (Nova Penitentialis quadragesima necnon Purgatorium in morbum gallicum sive venereum[7]), le premier traité consacré en France à la syphilis[8], où il introduit le terme de « maladie vénérienne » (« morbus venereus ») pour en indiquer l'origine sexuelle[9].
- Parution à Londres de la traduction anglaise, par Laurence Andrew, du Liber de arte distillandi (Kleines Destillierbuch) de Jérôme Brunschwig[10].
- Giambattista Nicollini fait imprimer à Venise chez Lucantonio Giunta son édition des « lectures » (Expositiones) de Thaddée de Florence (1223-1303) sur Hippocrate et  Johannitius[11].
- Bernardin de Laredo (1482-1540), théologien et médecin castillan, fait paraître son Modus faciendi cum ordine medicandi[12],[13].
- Impression, à Bâle, chez Johann Emmaus Faber, des Herbarum virtutes d'Æmilius  Macer († 15 av. J.-C.) et de l'Hortulus de Walafrid Strabon († 849), avec des commentaires de Johann Grimm (de) (c.1495 – c.1550[14]).
- Lucantonio Giunta imprime l'Antidotaire de Mesué, auquel il a joint des textes de Mondino de Liuzzi, Pierre d'Abano, Nicolas de Salerne, Jean de Saint-Amand, Aboulcassis ou Gentile da Foligno[15].
- À la suite de l'Anatomice de Benedetti († 1512), paraît à Cologne un petit traité de Giorgio Valla († 1500) sur « les parties de la face et du corps humain » (De humanae faciei, corporis partibus[16]).

## Naissances
- Louis Duret (mort en 1586), né à Bâgé, alors en Savoie, « l'un des plus célèbres médecins de son temps[17] ».
- Adrien L'Allemant (mort en 1559), reçu docteur en médecine à Paris, commentateur d'Hippocrate et auteur d'une Dialectique en français pour les barbiers et chirurgiens[18].
- Pedro López (es) (mort en 1597), médecin espagnol[19].
- Evangelista Quattrami (mort après 1602), auteur d'un Breve trattato intorno alla preservatione et cura della peste, paru à Rome en 1586[20].

## Décès
- 30 septembre : Donough MacOwen O'Donlevy (né à une date inconnue), médecin irlandais[21].
- Scipion Barbut d'Alcamo (né à une date inconnue), apothicaire à Palerme en Sicile[22].
- Fabio Calvo (né vers 1470), philosophe et humaniste italien, auteur de la traduction latine de la première édition, imprimée à Rome chez Francesco Calvo en 1525, de la  Collection hippocratique[23],[24].